# Gnaphosa sonora
Espèce
Gnaphosa sonora est une espèce d'araignées aranéomorphes de la famille des Gnaphosidae.

## Distribution
Cette espèce est endémique du Sonora au Mexique,,. Elle se rencontre à Agua Caliente et dans la Sierra de Alamos.

## Description
Les femelles mesurent 7,48 mm en moyenne.
Les mâles mesurent de 5,83 à 6,16 mm.

## Étymologie
Son nom d'espèce lui a été donné en référence au lieu de sa découverte, le Sonora.

## Publication originale
- Platnick & Shadab, 1975 : A revision of the spider genus Gnaphosa (Araneae, Gnaphosidae) in America. Bulletin of the American Museum of Natural History, no 155, p. 1-66 (texte intégral).